# Le Paysan du Danube (Rougemont)
 (septembre 2007).
Si vous disposez d'ouvrages ou d'articles de référence ou si vous connaissez des sites web de qualité traitant du thème abordé ici, merci de compléter l'article en donnant les références utiles à sa vérifiabilité et en les liant à la section « Notes et références ».
Le Paysan du Danube est un ouvrage de l'écrivain suisse Denis de Rougemont publié en 1932.
Durant les années 1926-1930, Denis de Rougemont voyage en Europe centrale. Cette phase est d'ordre initiatique pour l'auteur, qui se met à la quête du romantisme allemand.
Rougemont visite les grandeurs du germanisme, qui le mèneront à réfléchir plus tard sur la déchéance des États-Nations. Les textes qui composent Le Paysan du Danube se rapportent à la quête personnelle du jeune auteur au cours de ses voyages en Europe centrale (Prusse-Orientale, Autriche, Hongrie), à la recherche du romantisme allemand, et en Italie, durant les années 1926-1930. Ils se veulent une « contribution à l'archéologie des états d'âme » découverts dans le prisme d'une géographie mystérieuse et sentimentale, et sont autant d'évocations et de descriptions d'un monde en disparition, d'observations minutieuses, de médiations sentimentales et de charmantes divagations que le récit de ses aventures nocturnes ou de rencontres étranges où l'auteur pressent des questions essentielles qui viennent briser quelques certitudes de jeunesse.